# 浜弓場双
浜弓場 双（はまゆみば そう、1986年 - ）は、日本の漫画家、イラストレーター。兵庫県出身。
『空色スクエア。』まではペンネームを双（そう）としていたが、2011年の『ハナヤマタ』連載開始以降は現在のペンネームに改名している。漫画のほか、ライトノベルの挿絵や雑誌の表紙・ポスターなどのイラストレーターとしても活動。

## 作品

### 漫画
双名義
- 式×式（芳文社『まんがタイムきららフォワード』2006年9月号掲載）
- 富士美出版『COMICペンギンクラブ山賊版』
  - 他人ごっこ（2007年5月号掲載）
  - 敬語な従姉妹（2007年9月号掲載）
  - 夏の終わり秋のはじまり（2007年11月号掲載）
  - フタゴシマイ（2008年4月号掲載）
- ガンバレ小百合ちゃん（富士美出版『COMIC桃姫』2008年3月号掲載）
- 空色スクエア。（芳文社『まんがタイムきららフォワード』連載）
  1. 2009年8月26日初版発行、ISBN 978-4-8322-7831-8
  2. 2010年2月27日初版発行、ISBN 978-4-8322-7887-5
  3. 2010年8月26日初版発行、ISBN 978-4-8322-7929-2
  4. 2011年2月27日初版発行、ISBN 978-4-8322-7989-6
- ToHeart2 AD（アスキー・メディアワークス『電撃G's Festival! COMIC』連載）
  1. 2010年2月26日初版発行、ISBN 978-4-04-868423-1
  2. 2011年4月27日初版発行、ISBN 978-4-04-870527-1
- FINAL DRAGON CHRONICLE 〜GUILTY REQUIEM〜（アスキー・メディアワークス『電撃G's Festival! COMIC』連載）
  - 電撃G's Festival! 2010年8月号よりToHeart2 ADと同時連載[注 2]、同作2巻に収録。
- キッチンとネコさんとネズミさん（ワニマガジン社『季刊GELATIN』2010なつ号掲載）

浜弓場双名義
- ハナヤマタ（芳文社『まんがタイムきららフォワード』連載）
  1. 2011年12月27日初版発行、ISBN 978-4-8322-4089-6
  2. 2012年7月27日初版発行、ISBN 978-4-8322-4167-1
  3. 2013年4月27日初版発行、ISBN 978-4-8322-4285-2
  4. 2014年1月25日初版発行、ISBN 978-4-8322-4392-7
  5. 2014年7月26日初版発行、ISBN 978-4-8322-4461-0
  6. 2014年9月27日初版発行、ISBN 978-4-8322-4478-8
  7. 2015年8月26日初版発行、ISBN 978-4-8322-4602-7
  8. 2016年8月25日初版発行、ISBN 978-4-8322-4731-4
  9. 2017年6月27日初版発行、ISBN 978-4-8322-4841-0
  10. 2018年4月27日初版発行、ISBN 978-4-8322-4937-0
- your diary（原作：CUBE、白泉社『ヤングアニマルあいらんど』連載）
  - 雑誌の休刊に伴い、第24号及び後続のイノセントに掲載された計2回が単行本に未収録。

  1. 2013年10月5日初版発行、ISBN 978-4-5921-4344-4
- おちこぼれフルーツタルト（芳文社『まんがタイムきららキャラット』連載）
  1. 2016年5月12日初版発行、ISBN 978-4-8322-4690-4
  2. 2017年6月11日初版発行、ISBN 978-4-8322-4835-9
  3. 2018年7月12日初版発行、ISBN 978-4-8322-4955-4
  4. 2019年11月12日初版発行、ISBN 978-4-8322-7130-2
  5. 2020年10月10日初版発行、ISBN 978-4-8322-7206-4
  6. 2022年3月12日初版発行、ISBN 978-4-8322-7349-8
- 小さいノゾミと大きなユメ（講談社『月刊モーニングtwo』連載）
  1. 2019年10月23日初版発行、ISBN 978-4-06-516807-3
  2. 2020年9月25日初版発行、ISBN 978-4-06-520048-3
  3. 2021年3月23日初版発行、ISBN 978-4-06-522848-7
- 魔女の花屋さん（講談社『good!アフタヌーン』連載）
  1. 2024年5月7日発売[1]、ISBN 978-4-06-535341-7
  2. 2024年12月6日発売[2]、ISBN 978-4-06-537667-6
  3. 2025年7月7日発売[3]、ISBN 978-4-06-540026-5

### 画集
- ハナヤマタ画集 華画数多（カガアマタ）（芳文社） 2014年9月27日初版発行、ISBN 978-4-8322-4481-8

### アンソロジーコミック参加作品
双名義
- アルトネリコ2 世界に響く少女たちの創造詩 4コマアンソロジーコミック（BROS.COMICS EX）第1巻・第2巻
- ゼロの使い魔 公式アンソロジーコミック　トリステインの章（MFコミックス アライブシリーズ）
- 涼宮ハルヒの競演 ハルヒコミックアンソロジー（角川コミックス・エース）
- ひだまりスケッチ アンソロジーコミック（芳文社）第4巻
- けいおん! アンソロジーコミック（芳文社）第1巻
- けいおん! 超イラストレーションズ! VOL.1（芳文社）[注 3]
- サマーウォーズ 公式コミックアンソロジー（Ping Pong WARS）
- ドリームクラブ アンソロジーコミック（CR COMICS DX）
- 夢喰いメリー ストーリーアンソロジーコミック（芳文社）第1巻

浜弓場双名義
- けいおん! ストーリーアンソロジーコミック（芳文社）第1巻・第3巻
- 真剣で私に恋しなさい!S コミックアンソロジー（DNAメディアコミックス）
- アイドルマスター シンデレラガールズ コミックアンソロジー cute（DNAメディアコミックス）
- ひだまりスケッチ ストーリーアンソロジーコミック（芳文社）第1巻
- 魔法少女まどか☆マギカ the illustrated book（芳文社）[注 3]
- ラブライブ! コミックアンソロジー（電撃コミックスEX）
- ゆるゆり10周年記念本 ゆるゆりX（百合姫コミックス）[注 3]

### 挿絵
双名義
- あの日々をもういちど（健速・著、HJ文庫）
- ひな×じん 鎖の少女と罪悪感の天秤（紙吹みつ葉・著、ファミ通文庫）
- ぐらシャチ（中村恵里加・著、電撃文庫）
- 不思議系上司の攻略法（水沢あきと・著、メディアワークス文庫）
- 相思相愛のこわしかた（森田季節・著、コミック百合姫2011年1月号）

浜弓場双名義
- 彼女と僕の伝奇的学問（水沢あきと・著、メディアワークス文庫）
- 四年霊組こわいもの係（床丸迷人・著、角川つばさ文庫）
- 五年霊組こわいもの係（床丸迷人・著、角川つばさ文庫）
- アイドルとマーケティングの4P（水沢あきと・著、メディアワークス文庫）
- ドスケベ催眠術師の子（桂嶋エイダ・著、ガガガ文庫）

### イラスト連載
- 空色ポートレイト。（とらのあな無料配布広報誌『とらだよ。』にて100号より120号まで定期連載）
- はなやまた（とらのあな無料配布広報誌『とらだよ。』にて123号より138号まで定期連載）
- コミック百合姫（一迅社）表紙イラストストーリー（2013年1月号より2013年11月号まで定期連載）

### イラスト提供
双名義
- FairChild -フェアチャイルド- フルカラービジュアルブック イラスト
- Galge.com 2008年6月配信壁紙
- スクールデイズ麻雀 携帯用壁紙
- 萌え萌え戦乙女事典（イーグルパブリシング）イラスト
- 電撃G's magazine（アスキー・メディアワークス）2008年6月号 扉絵
- 三国志〜萌え武将百花繚乱〜（ビデオ出版）イラスト
- ENGAGE LINKS 小冊子「LINKAGE」イラスト
- それは舞い散る桜のように 完全版 ブックレットイラスト
- ヴァイスシュヴァルツ・ブースターパック なのはStrikerS カードイラスト
- ユリイカ（青土社）2008年12月臨時増刊号 総特集=初音ミク ネットに舞い降りた天使 イラスト
- 東方Projectカレンダー2009 東方幻想暦（とらのあな） イラスト
- まんがタイムきらら OVER×CROSS（芳文社 コミックマーケット76企画4コマ集）漫画
- 東方幻想画報（とらのあな） イラスト
- ひだまりスケッチ×☆☆☆ 第6話提供バックイラスト
- ヤングアニマルあいらんど 第14号 イラストギャラリー イラスト

浜弓場双名義
- ヤングアニマルあいらんど 第15号 イラストギャラリー イラスト
- まんがタイムきらら Workers!（芳文社 コミックマーケット80企画4コマ集）表紙イラスト
- ヤングアニマルあいらんど 第16号 お宝CD-ROM 〜CGイラスト集「恋人」〜 イラスト
- ヤングアニマルあいらんど 第17号 イラストギャラリー イラスト
- 閃乱カグラ -少女達の真影- ビジュアルファンブック（とらのあな）イラスト
- 終わりの惑星のLove Song（FLAMING JUNE）イメージイラスト
- ナナとカオル Black Label 第2巻 トロピカル同人誌つき初回限定版（JETS COMICS）イラスト
- チャンピオンRED いちご VOL.32 特製イラストブック「濡れオトメ」イラスト
- ヤングアニマル20祭（白泉社）色紙
- ヤングアニマルあいらんど 第20号 リバーシブルポスター イラスト
- まんがタイムきらら★アソビ（マチ★アソビ vol.9 限定配布冊子）イラスト
- クラシックカメラ少女+1（MAXムック）イラスト
- ビビッドレッド・オペレーション 応援イラスト第6回
- まんがタイムきらら☆マギカ vol.8 表紙
- 光の軌跡 ～CLANNAD 10th Anniversary Art Book～（パラダイム）イラスト
- 幸腹グラフィティ 第3話提供バックイラスト
- あんハピ♪ 第8話エンドカードイラスト
- きんいろモザイクThank you!!（応援コメント）[4]

### ゲーム
- きららファンタジア（キャラクターデザイン、監修）